# Shaun Pickering
Pour les articles homonymes, voir Pickering (homonymie).
Shaun Pickering (né le 14 novembre 1961 à Griffithstown (en) et mort le 11 mai 2023) est un athlète britannique, spécialiste du lancer du poids.

## Biographie
Il est le fils de Jean Desforges-Pickering, spécialiste des épreuves de sprint et du saut en longueur.
Son record personnel est de 20,45 m, établi le 17 août 1997 à Londres.
Shaun Pickering participe aux Jeux olympiques de 1996 à Atlanta et s'incline dès les qualifications. En 1998, sous les couleurs du Pays de Galles, il remporte la médaille de bronze aux Jeux du Commonwealth de 1998 avec la marque de 19,33 m. 
Il décroche par ailleurs deux titres de champion du Royaume-Uni en salle, en 1996 et 1998.